# Jahrom (shahrestan)
Jahrom (persiska: Shahrestān-e Jahrom, شهرستان جهرم, جهرم) är en delprovins (shahrestan) i Iran.   Den ligger i provinsen Fars, i den centrala delen av landet, 800 km söder om huvudstaden Teheran.
Delprovinsen hade 228 532 invånare 2016.